# 전원 공급 장치

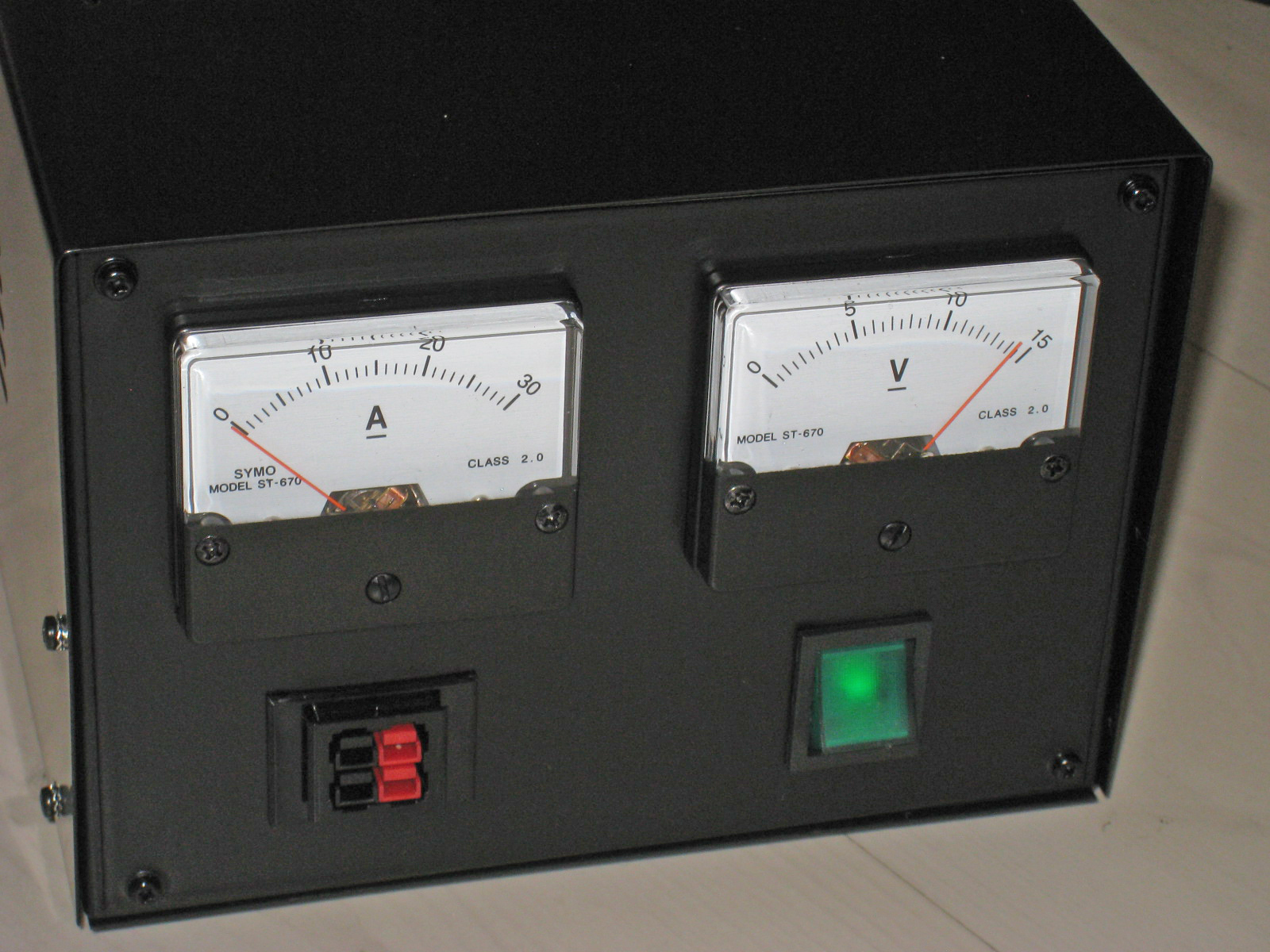
전자 실험실에서 사용되는 간단한 범용 데스크톱 전원 공급 장치로, 왼쪽 하단에는 전원 출력 커넥터가 있고 후면에는 전원 입력 커넥터(표시되지 않음)가 있다

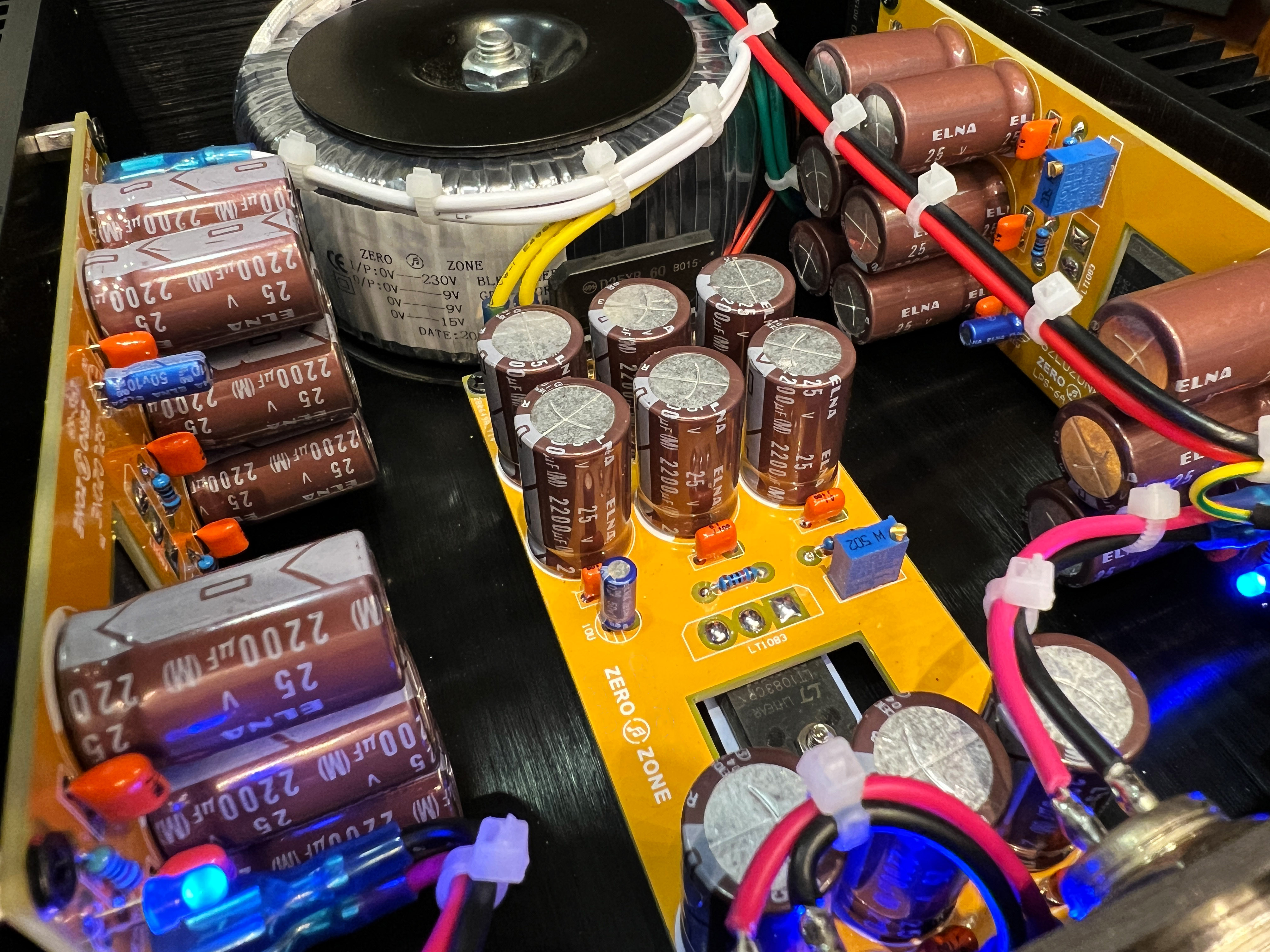
토로이드형 주 변압기가 있는 고급 선형 전원 공급 장치 내부.

전원 공급 장치(電源供給裝置, 영어: power supply)는 전력을 전기 부하에 공급하는 전기 장치이다. 전원 공급 장치의 주된 목적은 소스에서 공급되는 전류를 부하에 전력을 공급하는 데 적합한 전압, 전류, 진동수로 변환하는 것이다. 결과적으로, 전원 공급 장치는 때때로 전력 변환기로 불리기도 한다. 일부 전원 공급 장치는 별도의 독립형 장비인 반면, 다른 전원 공급 장치는 전력을 공급하는 부하 장치 내부에 내장되어 있다. 후자의 예로는 데스크톱 컴퓨터 및 가전제품에 있는 전원 공급 장치가 있다. 전원 공급 장치가 수행할 수 있는 다른 기능으로는 부하가 소비하는 전류를 안전한 수준으로 제한하고, 전기적 결함 발생 시 전류를 차단하며, 입력에 있는 전자 노이즈나 전압 서지가 부하에 도달하는 것을 방지하기 위한 전력 조절, 역률 보정, 그리고 소스 전력의 일시적인 중단 시에도 부하에 계속 전력을 공급할 수 있도록 에너지를 저장하는 것(무정전 전원 장치) 등이 있다.
모든 전원 공급 장치에는 소스에서 전류 형태의 에너지를 받는 전원 입력 연결과 부하에 전류를 전달하는 하나 이상의 전원 출력 또는 전원 레일 연결이 있다. 소스 전력은 전력망, 예를 들어 전기 콘센트, 배터리 또는 연료전지와 같은 에너지 저장 장치, 발전기 또는 교류 발전기, 태양광 발전 변환기 또는 다른 전원 공급 장치에서 올 수 있다. 입력 및 출력은 일반적으로 유선 회로 연결이지만, 일부 전원 공급 장치는 유선 연결 없이 부하에 전력을 공급하기 위해 무선 전력 전송을 사용한다. 일부 전원 공급 장치는 외부 모니터링 및 제어와 같은 기능을 위한 다른 유형의 입력 및 출력도 가지고 있다.

## 일반적인 분류

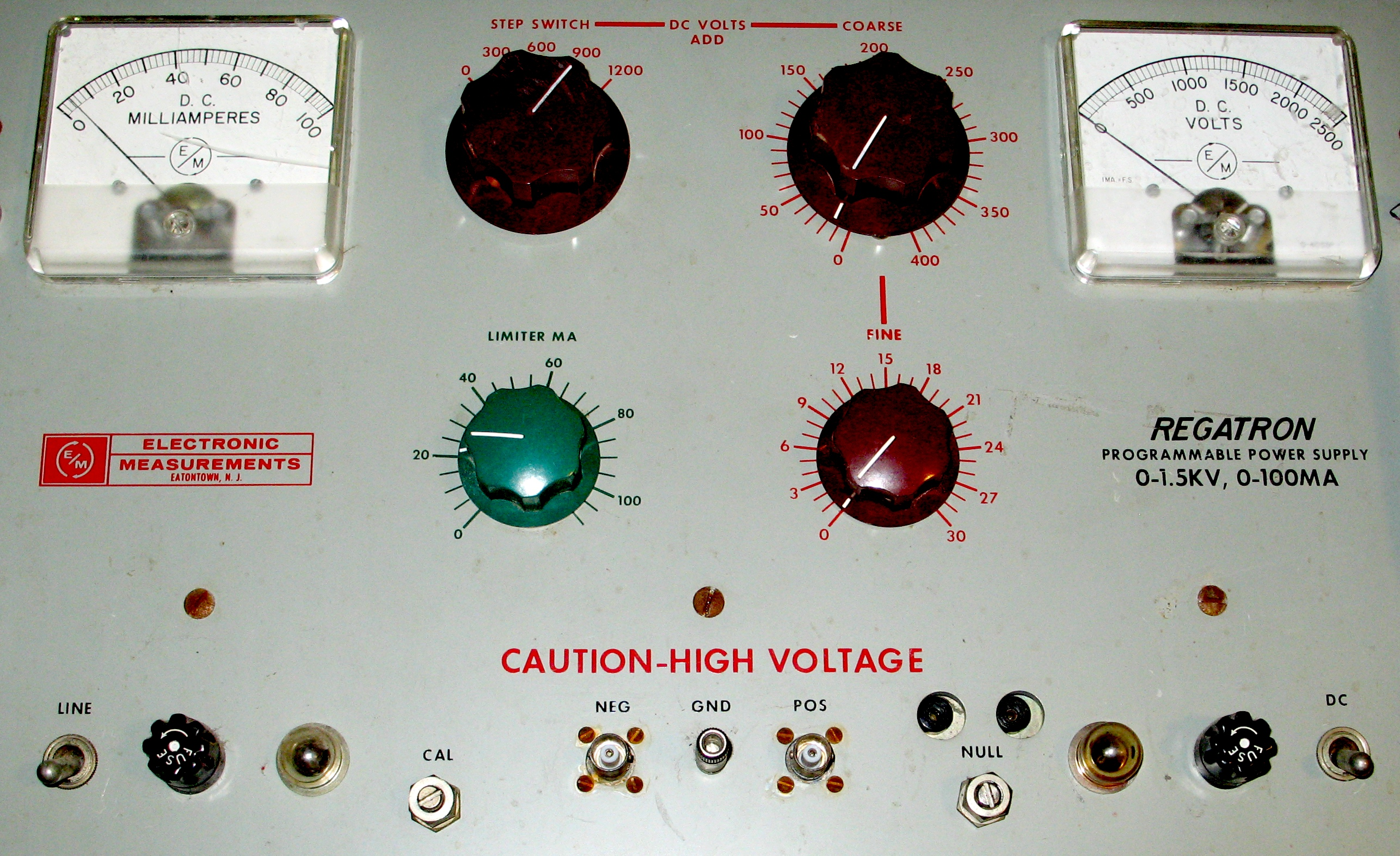
랙 장착형, 조절 가능한 전압 조정 직류 전원 공급 장치

### 기능별
전원 공급 장치는 기능적 특징을 포함하여 다양한 방식으로 분류된다. 예를 들어, 전압 조정 전원 공급 장치는 부하 전류 또는 입력 전압의 변화에도 불구하고 일정한 출력 전압 또는 전류를 유지하는 것이다. 반대로, 비조정 전원 공급 장치의 출력은 입력 전압이나 부하 전류가 변할 때 크게 변할 수 있다. 조절 가능한 전원 공급 장치는 기계적 제어 장치(예: 전원 공급 장치 전면 패널의 손잡이) 또는 제어 입력 또는 둘 다를 통해 출력 전압이나 전류를 프로그래밍할 수 있도록 한다. 조절 가능한 전압 조정 전원 공급 장치는 조절 가능하고 전압 조정되는 것이다. 절연 전원 공급 장치는 전원 입력과 전기적으로 독립적인 전원 출력을 가지는데, 이는 전원 입력과 출력 사이에 공통 연결을 공유하는 다른 전원 공급 장치와는 대조적이다.

### 포장

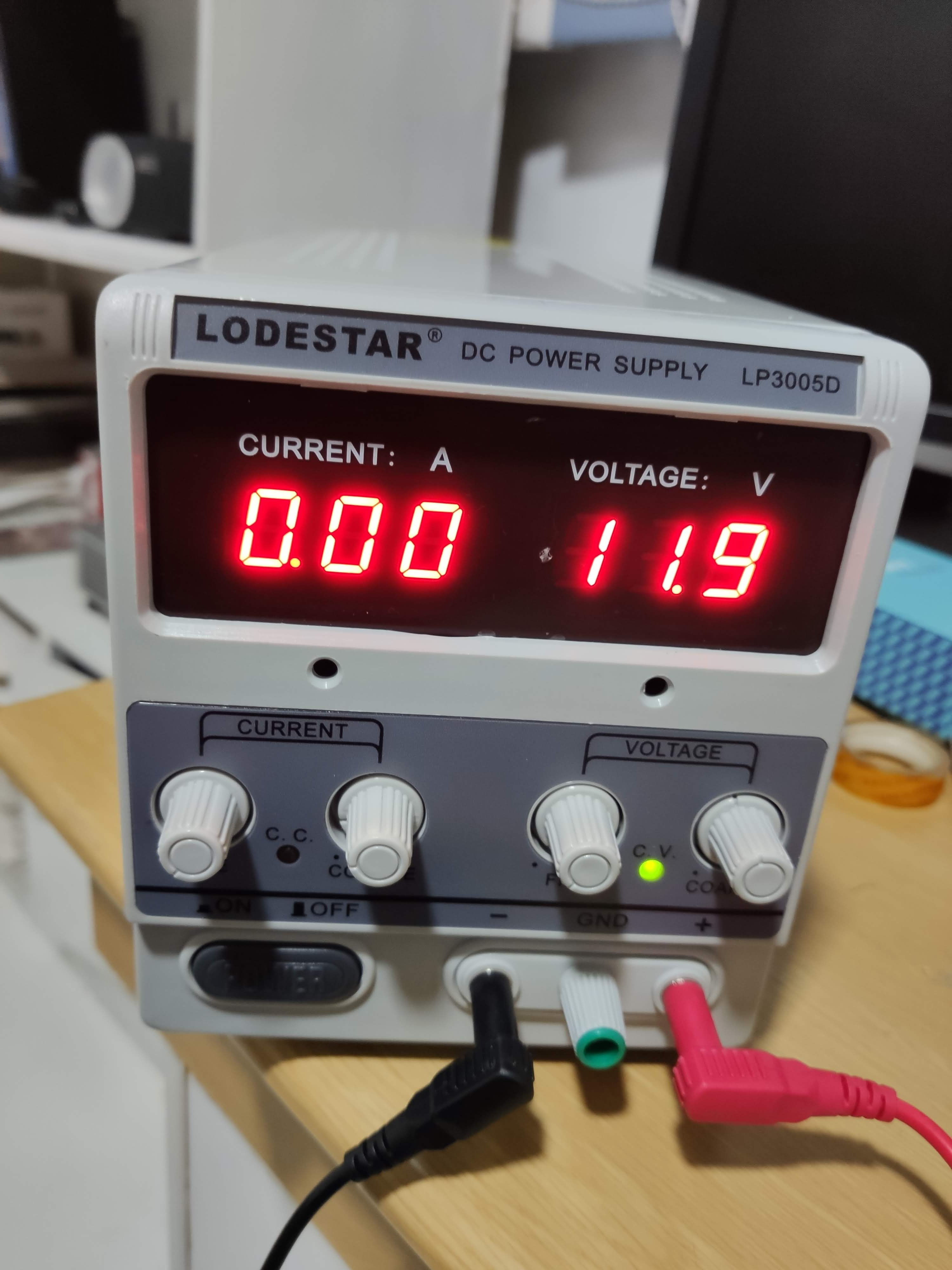
전자 벤치 전원 공급 장치 "바나나 단자" 출력

전원 공급 장치는 다양한 방식으로 포장되며 그에 따라 분류된다. 벤치 전원 공급 장치는 회로 테스트 및 개발과 같은 애플리케이션에 사용되는 독립형 데스크톱 장치이다. 개방형 프레임 전원 공급 장치는 부분적인 기계적 외함만 가지고 있으며, 때로는 장착 베이스만으로 구성되기도 한다. 이러한 장치는 일반적으로 기계 또는 다른 장비 내부에 내장된다. 랙 마운트 전원 공급 장치는 표준 전자 장비 랙에 고정되도록 설계되었다. 통합 전원 공급 장치는 부하와 공통 인쇄 회로 기판을 공유하는 것이다. 외부 전원 공급 장치, AC 어댑터 또는 파워 브릭은 부하의 AC 전원 코드에 위치하며 벽 콘센트에 꽂는 전원 공급 장치이며, 월 워트(wall wart)는 콘센트 플러그 자체와 통합된 외부 전원 공급 장치이다. 이들은 안전성 때문에 가전제품에서 인기가 많다. 위험한 120볼트 또는 240볼트 주 전류는 기기 본체로 들어가기 전에 더 안전한 전압으로 변환된다.

### 전력 변환 방식
전원 공급 장치는 크게 선형형과 스위칭형으로 나눌 수 있다. 선형 전력 변환기는 입력 전력을 직접 처리하며, 모든 능동 전력 변환 구성 요소가 선형 동작 영역에서 작동한다. 스위칭 전력 변환기에서는 입력 전력이 처리 전에 AC 또는 DC 펄스로 변환되며, 구성 요소는 주로 비선형 모드(예: 대부분의 시간을 차단 또는 포화 상태에서 보내는 트랜지스터)로 작동한다. 구성 요소가 선형 영역에서 작동할 때 전력이 "손실"되므로(열로 변환됨), 스위칭 변환기는 일반적으로 선형 변환기보다 효율적이다. 이는 구성 요소가 선형 동작 영역에서 보내는 시간이 적기 때문이다.

## 종류

### DC 전원 공급 장치
AC-DC 전원 공급 장치는 AC 입력 전압에서 작동하며 DC 출력 전압을 생성한다. 애플리케이션 요구 사항에 따라 출력 전압에는 AC 입력 전압 주파수 및 전원 공급 장치의 작동에 영향을 받는 다양한 양의 AC 주파수 구성 요소(리플 전압)가 포함될 수 있다. DC 입력 전압에서 작동하는 DC 전원 공급 장치는 디시디시컨버터라고 한다. 이 섹션은 주로 AC-DC 변형에 중점을 둔다.

#### 선형 전원 공급 장치

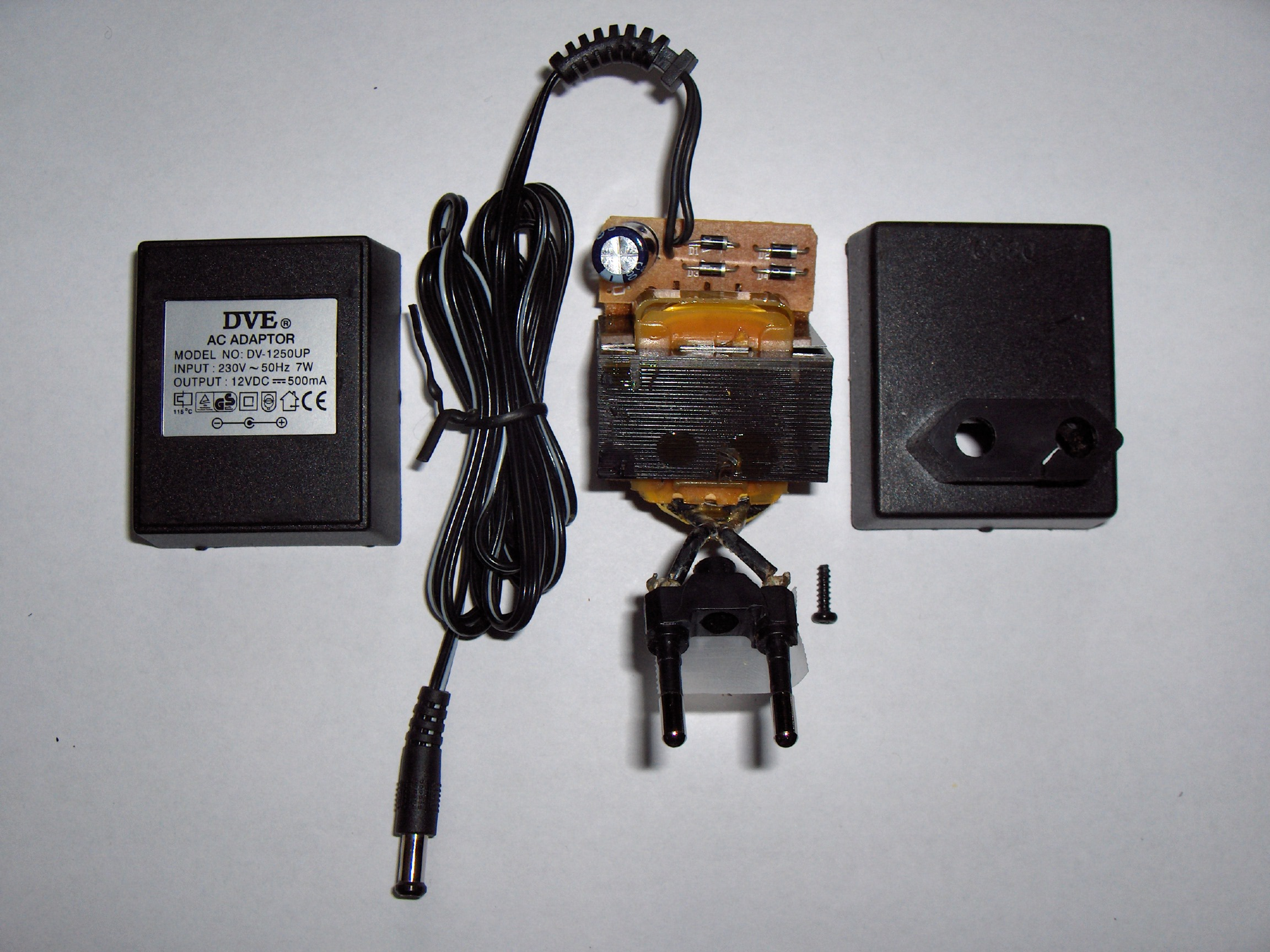
AC 어댑터가 분해되어 간단하고 비조절 선형 DC 공급 회로가 드러났다: 변압기, 다이오드 브리지 배열의 다이오드 4개, 파형을 평활화하기 위한 전해 축전기

선형 전원 공급 장치에서 AC 입력 전압은 먼저 전력 변압기를 통과한 후 정류 및 필터링을 거쳐 DC 전압을 생성한다. 필터링은 정류기 출력에 존재하는 AC 주 전원 주파수 구성 요소를 최소화한다. 이는 단일 축전기만큼 간단할 수도 있고 파이 필터만큼 복잡할 수도 있다. 전원 공급 장치에 필요한 필터링 수준은 부하의 리플 허용 오차에 따라 달라진다. 일부 애플리케이션에서는 리플을 완전히 무시할 수도 있다. 예를 들어, 특정 배터리 충전 애플리케이션에서는 전원 공급 장치가 변압기와 다이오드로만 구성될 수 있으며, 충전 전류를 제한하기 위해 출력에 저항기가 있을 수 있다.

#### 스위치 모드 파워 서플라이
스위치 모드 파워 서플라이(SMPS)에서는 AC 주 전원 입력이 직접 정류된 후 필터링되어 DC 전압을 얻는다. 결과 DC 전압은 전자 스위칭 회로에 의해 고주파로 켜고 끄는 방식으로 전환되어 고주파 변압기 또는 인덕터를 통과하는 AC 전류를 생성한다. 스위칭은 매우 높은 주파수(일반적으로 10kHz — 1MHz)에서 발생하므로, 주 전원 주파수에서 작동하는 선형 전원 공급 장치에 비해 훨씬 작고 가볍고 저렴한 변압기와 필터 축전기를 사용할 수 있다. 인덕터 또는 변압기 2차 측 이후에 고주파 AC는 정류 및 필터링되어 DC 출력 전압을 생성한다. SMPS가 적절히 절연된 고주파 변압기를 사용하는 경우 출력은 주 전원과 갈바닉 절연된다. 이 기능은 안전을 위해 종종 필수적이다.
스위치 모드 전원 공급 장치는 일반적으로 전압 조정이 되며, 출력 전압을 일정하게 유지하기 위해 부하가 소비하는 전류를 모니터링하는 피드백 컨트롤러를 사용한다. 전력 출력 요구 사항이 증가하면 스위칭 듀티 사이클도 증가한다.
SMPS는 장치와 사용자를 손상으로부터 보호하기 위해 전류 제한 또는 크로우바 회로와 같은 안전 기능을 종종 포함한다. 비정상적인 고전류 전력 소모가 감지될 경우, 스위치 모드 전원 공급 장치는 이를 직접 단락으로 간주하고 손상이 발생하기 전에 스스로 종료된다. PC 전원 공급 장치는 종종 마더보드에 파워 굿 신호를 제공한다. 이 신호가 없으면 비정상적인 공급 전압이 존재할 때 작동이 방지된다.
일부 SMPS에는 최소 전류 출력에 대한 절대적인 제한이 있다. 그들은 특정 전력 수준 이상만 출력할 수 있으며 그 이하에서는 작동할 수 없다. 무부하 상태에서는 전력 슬라이싱 회로의 주파수가 매우 빠르게 증가하여 절연 변압기가 테슬라 코일처럼 작동하여 결과적으로 발생하는 매우 높은 전압 스파이크로 인해 손상을 일으킨다. 보호 회로가 있는 스위치 모드 전원 공급 장치는 잠시 켜졌다가 부하가 감지되지 않으면 꺼질 수 있다. 세라믹 전력 저항기나 10와트 전구와 같은 매우 작은 저전력 더미 부하를 전원 공급 장치에 연결하면 주 부하가 연결되지 않은 상태에서도 작동할 수 있다.
컴퓨터에 사용되는 스위치 모드 전원 공급 장치는 역사적으로 역률이 낮았으며, 전력 계통 고조파 및 과도 현상으로 인해 전력선 간섭의 주요 원인이기도 했다. 단순한 스위치 모드 전원 공급 장치에서는 입력단이 전력선 전압 파형을 왜곡할 수 있으며, 이는 다른 부하에 악영향을 미치고(다른 전력 소비자에게도 좋지 않은 전력 품질을 초래할 수 있음) 전선 및 배전 장비에 불필요한 열을 발생시킬 수 있다. 또한, 역률이 낮은 부하를 작동할 때 소비자는 더 높은 전기 요금을 부담하게 된다. 이러한 문제를 해결하기 위해 일부 컴퓨터 스위치 모드 전원 공급 장치는 역률 보정을 수행하며, 전력선 간섭을 줄이기 위해 입력 필터 또는 추가 스위칭 단계를 사용할 수 있다.

#### 용량성(무변압기) 전원 공급 장치
용량성 전원 공급 장치(무변압기 전원 공급 장치)는 축전기의 리액턴스를 이용하여 주 전압을 더 작은 AC 전압으로 낮춘다. 일반적으로, 그 결과로 낮아진 AC 전압은 정류, 필터링 및 조절되어 일정한 DC 출력 전압을 생성한다.
출력 전압은 주 전원과 절연되어 있지 않다. 따라서 사람과 장비가 위험한 고전압에 노출되는 것을 피하기 위해 전원 공급 장치에 연결되는 모든 것은 안정적으로 절연되어야 한다.
전압 감소 축전기는 주 전압 전체를 견뎌야 하며, 정격 출력 전압에서 최대 부하 전류를 지탱할 수 있을 만큼 충분한 정전 용량을 가져야 한다. 이러한 제약 사항을 종합하면, 이 유형의 전원 공급 장치는 저전력 애플리케이션에만 실용적으로 사용될 수 있다.

#### 선형 전압 조정기
선형 전압 조정기의 기능은 변동하는 DC 전압을 일정하고 종종 특정의 낮은 DC 전압으로 변환하는 것이다. 또한, 이들은 과전류(과도하고 잠재적으로 파괴적인 전류)로부터 전원 공급 장치와 부하를 보호하기 위한 전류 제한 기능을 제공하기도 한다.
많은 전원 공급 장치 애플리케이션에서 일정한 출력 전압이 필요하지만, 많은 에너지원에서 제공되는 전압은 부하 임피던스의 변화에 따라 달라진다. 게다가, 비조절 DC 전원 공급 장치가 에너지원인 경우, 그 출력 전압은 입력 전압 변화에 따라서도 달라진다. 이를 해결하기 위해 일부 전원 공급 장치는 선형 전압 조정기를 사용하여 입력 전압 및 부하 임피던스의 변동과 관계없이 출력 전압을 안정적인 값으로 유지한다. 선형 전압 조정기는 또한 출력 전압의 리플 및 노이즈 크기를 줄일 수 있다.

### AC 전원 공급 장치
AC 전원 공급 장치는 일반적으로 벽 콘센트(주전원 공급)에서 전압을 받아 변압기를 사용하여 전압을 원하는 전압으로 승압 또는 강압한다. 일부 필터링도 발생할 수 있다. 경우에 따라 소스 전압과 출력 전압이 동일할 수 있는데, 이를 절연 변압기라고 한다. 다른 AC 전원 공급 변압기는 주 전원 절연을 제공하지 않는다. 이를 단권변압기라고 하며, 가변 출력 단권변압기는 바리악으로 알려져 있다. 다른 종류의 AC 전원 공급 장치는 거의 일정한 전류를 제공하도록 설계되었으며, 부하의 임피던스에 따라 출력 전압이 달라질 수 있다. 전원 소스가 직류인 경우(예: 자동차 저장 배터리) 인버터와 승압 변압기를 사용하여 AC 전력으로 변환할 수 있다. 휴대용 AC 전력은 디젤 또는 가솔린 엔진으로 구동되는 교류 발전기(예: 건설 현장, 자동차 또는 보트, 또는 비상 서비스용 비상 전력 생성)에 의해 제공될 수 있으며, 그 전류는 출력에서 일정한 전압을 제공하기 위해 전압 조정 회로로 전달된다. 일부 종류의 AC 전력 변환은 변압기를 사용하지 않는다. 출력 전압과 입력 전압이 동일하고 장치의 주된 목적이 AC 전력을 필터링하는 경우, 이를 전력선 정류기라고 부를 수 있다. 장치가 백업 전력을 제공하도록 설계된 경우, 이를 무정전 전원 장치라고 부를 수 있다. 회로는 전압 증배기 토폴로지로 설계되어 AC 전력을 직접 승압할 수 있다. 이전에는 이러한 애플리케이션이 진공관 AC/DC 수신기였다.
현대적 용법에서 AC 전원 공급 장치는 단상 전력과 삼상 전력 시스템으로 나눌 수 있다. AC 전원 공급 장치는 전압뿐만 아니라 주파수도 변경하는 데 사용될 수 있으며, 다른 국가에서 제품의 적합성을 확인하기 위해 제조업체에서 자주 사용한다. 230V 50Hz 또는 115 60Hz 또는 항공 전자 테스트를 위한 400Hz까지 가능하다.

#### AC 어댑터

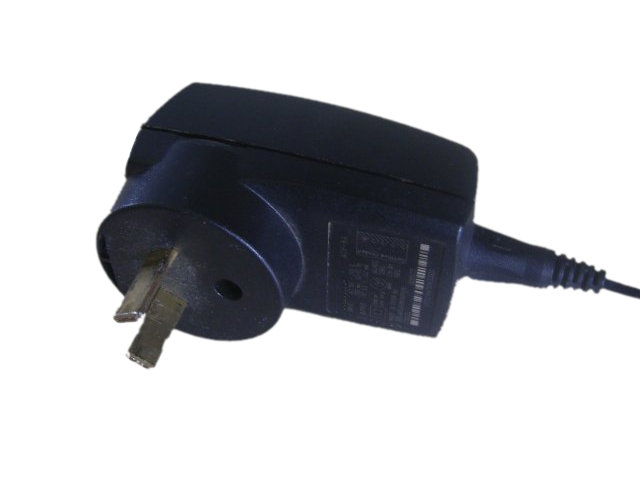
스위치 모드 휴대폰 충전기

AC 어댑터는 AC 주 전원 플러그에 내장된 전원 공급 장치이다. AC 어댑터는 "플러그 팩" 또는 "플러그인 어댑터"와 같은 다양한 다른 이름으로도 알려져 있으며, "월 워트"와 같은 속어로도 불린다. AC 어댑터는 일반적으로 하드와이어 케이블을 통해 커넥터로 전달되는 단일 AC 또는 DC 출력을 가지지만, 일부 어댑터는 하나 이상의 케이블을 통해 전달될 수 있는 여러 출력을 가진다. "범용" AC 어댑터는 다양한 AC 주 전원 전압에 맞게 상호 교환 가능한 입력 커넥터를 가지고 있다.
AC 출력을 가진 어댑터는 수동 변압기로만 구성될 수 있다. DC 출력의 경우 어댑터는 소수의 다이오드와 축전기를 가진 변압기로 구성되거나 스위치 모드 전원 공급 회로를 사용할 수 있다. AC 어댑터는 부하에 연결되지 않은 상태에서도 전력을 소비하며(전기장 및 자기장 생성), 이러한 이유로 "전기 흡혈귀"라고 불리기도 하며, 편리하게 켜고 끄기 위해 멀티탭에 꽂힐 수도 있다.

### 프로그래밍 가능 전원 공급 장치
- 확장 USB 표준 PPS에 대해서는 다음을 참조하시오: USB Power Delivery

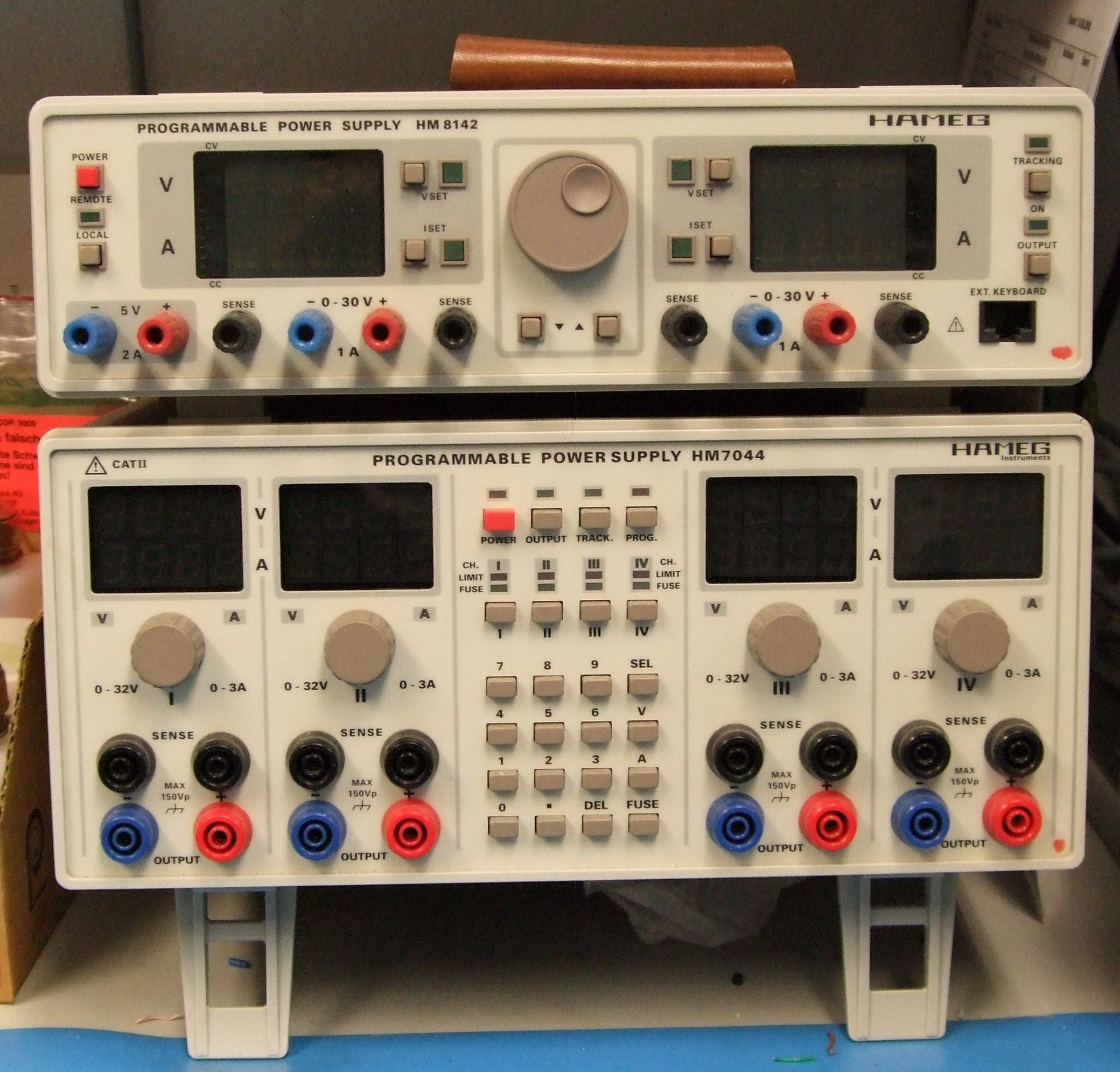
프로그래밍 가능 전원 공급 장치

프로그래밍 가능 전원 공급 장치(PPS)는 아날로그 입력 또는 RS-232 또는 IEEE-488과 같은 디지털 인터페이스를 통해 작동을 원격으로 제어할 수 있는 장치이다. 제어되는 속성에는 전압, 전류, 그리고 AC 출력 전원 공급 장치의 경우 주파수가 포함될 수 있다. 이들은 자동화된 장비 테스트, 결정 성장 모니터링, 반도체 제조, X선 발생기 등 다양한 응용 분야에 사용된다.
프로그래밍 가능 전원 공급 장치는 일반적으로 전원 공급 장치 작동을 제어하고 모니터링하는 내장 마이크로컴퓨터를 사용한다. 컴퓨터 인터페이스를 갖춘 전원 공급 장치는 독점 통신 프로토콜 또는 SCPI와 같은 표준 프로토콜 및 장치 제어 언어를 사용할 수 있다.

### 무정전 전원 장치
무정전 전원 장치(UPS)는 두 개 이상의 소스에서 동시에 전력을 공급받는다. 일반적으로 AC 주 전원에서 직접 전력을 공급받는 동시에 저장 배터리를 충전한다. 주 전원이 끊기거나 고장 나면 배터리가 즉시 작동하여 부하가 중단을 경험하지 않도록 한다. 여기서 "즉시"는 도체 내에서 전기의 속도를 의미하며, 이는 거의 빛의 속도에 가깝다. 이 정의는 고속 데이터 및 통신 서비스의 전송이 연속성/중단 없음이 필요하기 때문에 중요하다. 일부 제조업체는 4밀리초라는 준표준을 사용한다. 그러나 고속 데이터의 경우에도 한 소스에서 다른 소스로 전환하는 데 4ms의 시간은 충분히 빠르지 않다. 전환은 "break before make" 방식으로 이루어져야 한다. 이러한 요구 사항을 충족하는 UPS를 진정한 UPS 또는 하이브리드 UPS라고 한다. UPS가 얼마나 오랫동안 전력을 공급할 수 있는지는 대부분 배터리에 달려 있으며 발전기와 연계하여 작동한다. 이 시간은 최소 5분에서 15분, 심지어 몇 시간 또는 며칠까지 다양할 수 있다. 많은 컴퓨터 설비에서 배터리 시간은 운영자가 시스템을 질서 있게 종료할 수 있는 시간만 제공한다. 다른 UPS 시스템은 유틸리티 정전 시 전력을 공급하기 위해 내연기관 또는 터빈을 사용할 수 있으며, 배터리 시간은 발전기가 온라인 상태가 되는 데 걸리는 시간과 서비스되는 장비의 중요성에 따라 달라진다. 이러한 시스템은 병원, 데이터 센터, 콜센터, 기지국 및 전화 교환국에서 발견된다.

### 고전압 전원 공급 장치

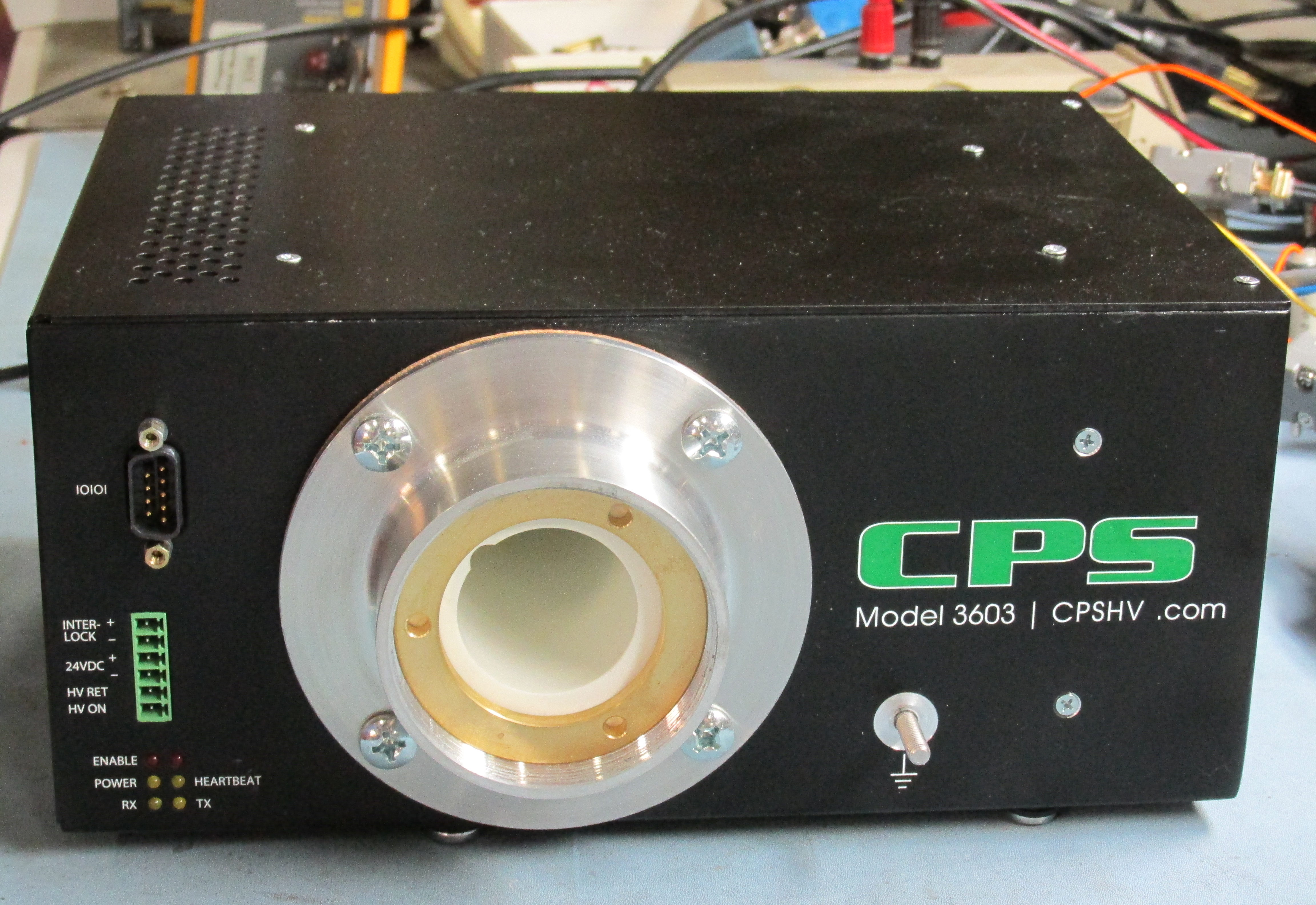
전자 현미경에 사용되는 연방 표준 커넥터가 있는 30kV 고전압 전원 공급 장치

고전압 전원 공급 장치는 수백 또는 수천 볼트를 출력하는 장치이다. 아크 발생, 절연 파괴 및 우발적인 인체 접촉을 방지하기 위해 특수 출력 커넥터가 사용된다. 20kV 이상의 애플리케이션에는 일반적으로 연방 표준 커넥터가 사용되지만, 더 낮은 전압에서는 다른 유형의 커넥터(예: SHV 커넥터)가 사용될 수 있다. 일부 고전압 전원 공급 장치는 출력 전압을 제어하는 데 사용할 수 있는 아날로그 입력 또는 디지털 통신 인터페이스를 제공한다. 고전압 전원 공급 장치는 X선 발생기, 전자현미경, 집속 이온 빔 컬럼과 같은 장비에서 전자 및 이온 빔을 가속 및 조작하는 데 일반적으로 사용되며, 전기영동 및 정전기학을 포함한 다양한 다른 애플리케이션에서도 사용된다.
고전압 전원 공급 장치는 일반적으로 입력 에너지의 대부분을 전력 인버터에 공급하며, 이 인버터는 다시 전압 증배기 또는 높은 변압기 권선비와 고전압 변압기, 또는 둘 다(일반적으로 변압기 다음에 증배기)를 구동하여 고전압을 생성한다. 고전압은 특수 커넥터를 통해 전원 공급 장치 외부로 전달되며, 또한 고전압을 저전압 회로와 호환되는 저전압 측정 신호로 변환하는 전압 나누개에도 적용된다. 측정 신호는 인버터 입력 전력을 제어하여 고전압을 조절하는 폐쇄 루프 제어기에 의해 사용되며, 외부 회로가 고전압 출력을 모니터링할 수 있도록 전원 공급 장치 외부로 전달될 수도 있다.

### 양극성 전원 공급 장치

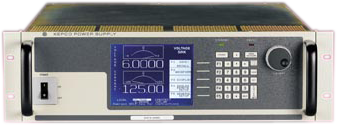
양극성 전원 공급 장치 (켑코 BOP 6-125MG)

양극성 전원 공급 장치는 전압/전류 데카르트 좌표계의 4사분면 모두에서 작동하며, 이는 조절을 유지하는 데 필요한 양의 전압과 음의 전압 및 전류를 모두 생성함을 의미한다. 출력이 저수준 아날로그 신호에 의해 제어될 때, 이는 높은 출력 전력과 끊김 없는 영점 교차를 가진 저대역폭 연산 증폭기와 효과적으로 동일하다. 이러한 유형의 전원 공급 장치는 과학 응용 분야에서 자기 장치를 구동하는 데 일반적으로 사용된다.

## 사양
특정 전원 공급 장치가 애플리케이션에 적합한지는 전원 공급 장치의 다양한 특성에 따라 결정되며, 이는 일반적으로 전원 공급 장치 사양에 나열된다. 전원 공급 장치의 일반적으로 지정되는 특성에는 다음이 포함된다.
- 입력 전압 유형(AC 또는 DC) 및 범위
- 전력 변환 효율
- 부하에 공급할 수 있는 전압 및 전류량
- 다양한 라인 및 부하 조건에서 출력 전압 또는 전류의 안정성
- 재급유 또는 재충전 없이 에너지를 공급할 수 있는 기간(휴대용 에너지원을 사용하는 전원 공급 장치에 해당)
- 작동 및 보관 온도 범위
- 출력은 정전압형 또는 정전류형이다.

전원 공급 장치 사양에서 일반적으로 사용되는 약어:
- SCP - 단락 보호
- OPP - 과전력(과부하) 보호
- OCP - 과전류 보호
- OTP - 과온 보호
- OVP - 과전압 보호
- UVP - 저전압 보호
- CV - 정전압
- CC - 정전류
- PFC - 역률 보정
- THD - 총고조파 왜곡

## 열 관리
전기 시스템의 전원 공급 장치는 열을 발생시키는 경향이 있다. 효율이 높을수록 전원 공급 장치에서 발생하는 열이 적다. 전원 공급 장치의 열을 관리하는 방법은 여러 가지가 있다. 냉각 유형은 일반적으로 대류와 전도의 두 가지 범주로 나뉜다. 전자 전원 공급 장치를 냉각하는 일반적인 대류 방식으로는 자연 대류 공기 흐름, 강제 공기 흐름 또는 장치 위로 흐르는 다른 액체 흐름이 있다. 일반적인 전도 냉각 방식으로는 방열판, 콜드 플레이트 및 열 전도성 화합물이 있다.

## 과부하 보호
전원 공급 장치는 공급 장치에 손상을 주거나 화재를 일으킬 수 있는 합선 또는 과부하로부터 보호 기능을 갖추고 있는 경우가 많다. 퓨즈와 회로 차단기는 과부하 보호에 일반적으로 사용되는 두 가지 메커니즘이다.
퓨즈에는 너무 많은 전류가 흐르면 녹는 짧은 와이어 조각이 들어 있다. 이는 전원 공급 장치를 부하로부터 효과적으로 분리하며, 과부하를 일으킨 문제가 확인되고 퓨즈가 교체될 때까지 장비는 작동을 멈춘다.
일부 전원 공급 장치는 퓨즈로 매우 얇은 퓨저블 링크를 납땜하여 사용한다. 전원 공급 장치의 퓨즈는 최종 사용자가 교체할 수 있지만, 소비자 장비의 퓨즈는 접근 및 교체를 위해 도구가 필요할 수 있다.
회로 차단기에는 열을 받아 구부러져 회로를 차단하는 스프링을 작동시키는 요소가 들어 있다. 요소가 식고 문제가 확인되면 차단기를 재설정하여 전원을 복구할 수 있다.
일부 전원 공급 장치는 퓨즈 대신 변압기 내부에 내장된 열 차단기를 사용한다. 장점은 허용된 최대 연속 전류보다 더 큰 전류를 잠시 인출할 수 있다는 점이다. 이러한 차단기 중 일부는 자동 재설정되고, 일부는 일회용이다.

### 전류 제한
일부 전원 공급 장치는 과부하 시 전원을 차단하는 대신 전류 제한을 사용한다. 사용되는 전류 제한 유형은 전자적 제한과 임피던스 제한이다. 전자는 실험실 벤치 전원 공급 장치에서 일반적이고, 후자는 출력이 3와트 미만인 전원 공급 장치에서 일반적이다.
폴드백 전류 제한기는 출력 전류를 최대 비고장 전류보다 훨씬 낮은 수준으로 줄인다.

## 응용
전원 공급 장치는 많은 전자 장치의 기본 구성 요소이므로 다양한 응용 분야에서 사용된다. 이 목록은 전원 공급 장치의 많은 응용 분야 중 일부에 불과하다.

### 컴퓨터
최신 컴퓨터 전원 공급 장치는 주 전원에서 공급되는 AC 전력을 여러 DC 전압으로 변환하는 스위치 모드 전원 공급 장치이다. 스위치 모드 전원 공급 장치는 비용, 무게, 효율 및 크기 개선으로 인해 선형 전원 공급 장치를 대체했다. 다양한 출력 전압은 또한 전류 소모 요구 사항이 매우 다양하다.

### 전기차량
전기차량은 발전을 통해 생성된 에너지에 의존하는 차량이다. 전원 공급 장치는 고전압 차량 배터리 전력을 변환하는 데 필요한 설계의 일부이다.

### 용접
아크 용접은 전기를 사용하여 금속을 녹여 접합하는 방식이다. 전기는 용접 전원 공급 장치에서 공급되며, 교류 또는 직류일 수 있다. 아크 용접은 일반적으로 100~350 암페어 사이의 높은 전류를 필요로 한다. 일부 용접 유형은 10암페어만큼 적은 전류를 사용할 수 있지만, 일부 점용접 응용 분야에서는 매우 짧은 시간 동안 최대 60,000암페어의 전류를 사용한다. 용접 전원 공급 장치는 변압기 또는 내연기관 구동 발전기로 구성되었으며, 현대 용접 장비는 반도체를 사용하고 마이크로프로세서 제어를 포함할 수 있다.

### 항공기
상업용 및 군용 항공 전자 시스템 모두 에너지를 사용 가능한 전압으로 변환하기 위해 DC-DC 또는 AC/DC 전원 공급 장치가 필요하다. 이들은 종종 무게 절감을 위해 400Hz에서 작동할 수 있다.

### 자동화
이는 컨베이어, 조립 라인, 바코드 판독기, 카메라, 모터, 펌프, 반제품 제조 등을 포함한다.

### 의료
여기에는 인공호흡기, 주입 펌프, 수술 및 치과 기구, 영상 장치 및 침대가 포함된다.

## 같이 보기
- 80 플러스
- AC 어댑터
- 전력량